# Jagunço

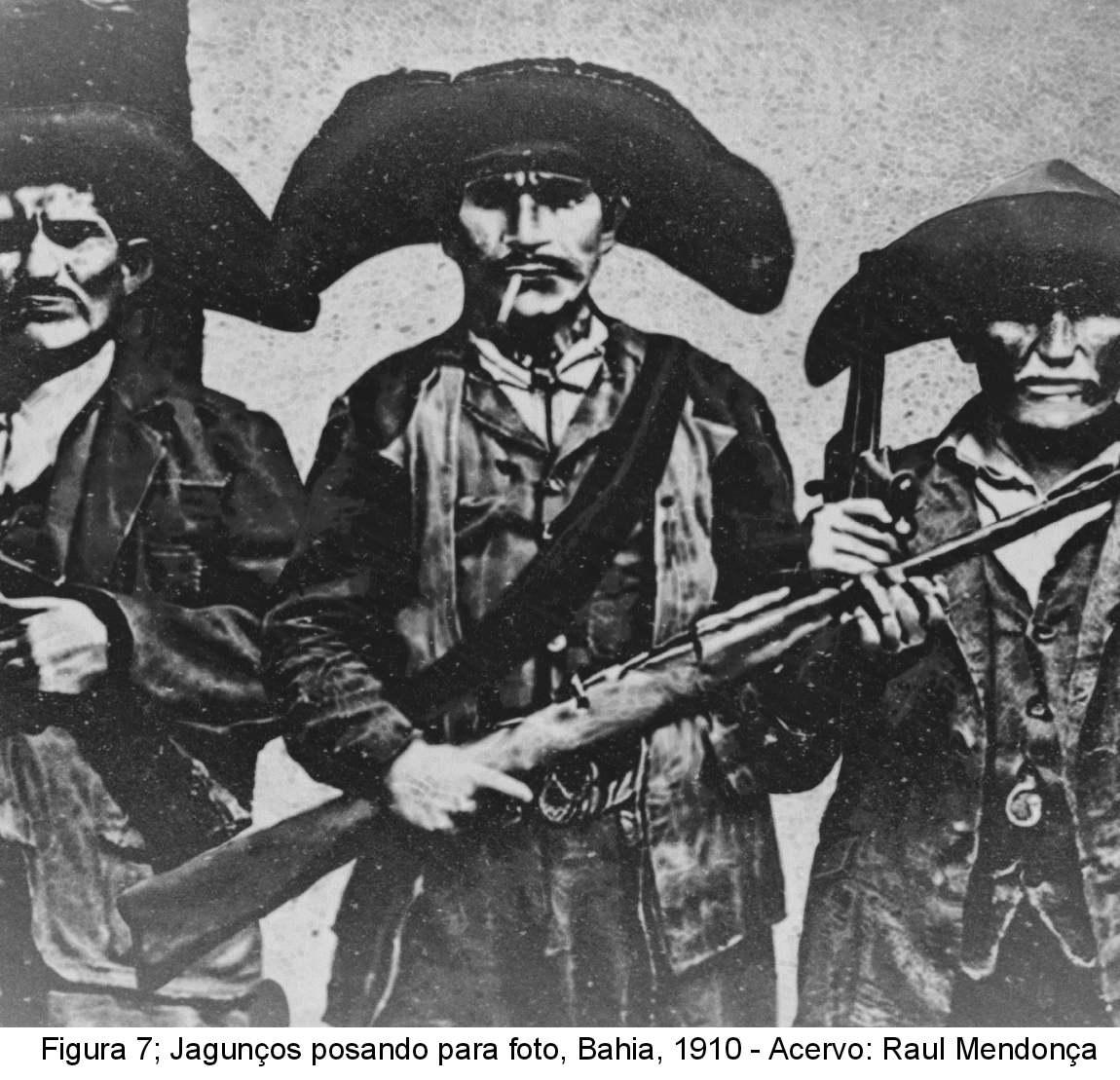
Jagunços armados da Bahia.

Jagunço ou capanga era, no nordeste brasileiro, o indivíduo que se prestava ao trabalho paramilitar de proteção e segurança às lideranças políticas.
O termo deriva do quimbundo, junguzu, ou do iorubá, jagun-jagun, ambos originados das palavras para "soldado".
Os Jagunços surgiram com a revolta de sertanejos pobres no estado da Bahia, no nordeste do Brasil. Eles ganharam notoriedade durante a Guerra de Canudos no século XIX, que ocorreu na região de Canudos, um povoado localizado no interior do estado da Bahia. 
Segundo o Professor Gabriel Perissé, da Universidade de São Paulo (USP) em suas "Considerações Etimológicas" no livro Palavras e Origens, discorrendo sobre a considerável lista de palavras que não provêm do mundo greco-latino, após citar várias da herança tupi-guarani, que se incorporaram à nossa língua, e  sobre a  presença afronegra no português falado no Brasil, nos diz:
| “ | A presença Afronegra na cultura brasileira, do ponto de vista da linguagem, é igualmente expressiva em particular mediante duas línguas, o quimbundo e o quicongo. Do quimbundo temos: "moleque"...A exclamação "babau"...e "jagunço" que é soldado... | ” |

Claudionor Queiroz, em relato memorial, assim define o tipo humano do jagunço:
| “ | Jagunço era todo o indivíduo que empunhava uma arma em defesa própria, de seus bens, da sua família, do seu lar, na primeira oportunidade que se lhe oferecia. O jagunço era uma criação dos chefes políticos. Desde a monarquia e depois dela com a República, veio a ser elemento necessário à garantia daqueles chefes, que então se tornavam mais respeitados pela gentalha e mais desejados pelos governantes | ” |

Para este autor, o jagunço se fazia a partir de um crime cometido e, em seguida, a busca de proteção contra a justiça junto a um chefe político, para quem passava a prestar serviços ordinários de peão (como lida de gado, plantação de roças, etc.) e, eventualmente, serviços de segurança, pistolagens, etc., típicos do jagunço propriamente.
“Conta a lenda, que existiam 3 irmãos: Já, Jagum e Ajagunã. Eram 3 Guerreiros que pertenciam aos exércitos de Oxalá, lutavam e venciam todas as guerras e batalhas em nome de Oxalá e eram os Guardiões deste Orixá. Eram chamados de os Guerreiros Brancos, por se vestirem somente com trajes brancos em homenagem a Oxalá... os 3 irmãos Guerreiros continuam nas batalhas, sempre guerreando pela Paz. Dando essa característica guerreira aos seus filhos.” 
Pelo exposto, percebe-se que a palavra jagunço é  uma corruptela do nome Jagun (jagunço); e, que os seguidores de lampião possuíam as características guerreiras deste Orixá; por isso denominados jagunços.
O termo "jagunço" sofreu algumas adequações: Jagunço como assassino. Capanga. Esse indivíduo arredio, pela sua simplicidade e falta de compromissos com a sociedade tornou-se presa fácil dos coronéis e governantes regionais para execução de crimes (ameaças, vinganças, desapropriações) por pequenas quantidades de dinheiro.
Os cangaceiros de Lampião também foram chamados pela imprensa de Jagunços, mas não estavam ao serviço de coronéis. Agiam de forma livre, adequando-se mais à expressão "bandoleiros". No caso da Guerra de Canudos e da Guerra do Contestado, a imprensa e os fazendeiros, atribuíram o termo "jagunço" ao caboclo que se internou num reduto revoltoso, caboclo reduzido, que mora em reduto.

## Origens e histórico
Já no século XIX diversos relatos registam o uso dessas forças particulares nos sertões onde, especialmente pelas grandes distâncias ermas, não alcançavam as forças regulares e estruturas estatais.
De 1880 é o relato do Dr. Teodoro Sampaio, registrando os distúrbios existentes ao largo de diversas comunidades ao largo do Rio São Francisco, pelo jagunço Neco.
O jagunço e a quantidade deles à disposição dos chefes políticos era símbolo de status quo. Muitas vezes o seu uso prestava-se a auxiliar as mal-preparadas e insuficientes forças policiais do estado.
Na Bahia o líder de jagunços Horácio de Mattos chegou a constituir um governo paralelo ao da capital, envolvendo-se em diversas guerras pelo poder no começo do século XX. Sob seu comando um pelotão de jagunços, denominado Batalhão Patriótico Chapada Diamantina veio a perseguir e derrotar a Coluna Prestes.

### Canudos
Com a crise provocada pela Proclamação da República, o termo foi largamente utilizado pelo país para definir erroneamente os seguidores de Antônio Conselheiro (1828-1897), líder místico da Guerra de Canudos.
Dentre os seguidores do líder messiânico estavam dezenas de jagunços que, quer por haverem perdido seus postos com as mudanças políticas, quer por acreditarem na pregação do Conselheiro, aderiram à causa de Canudos.
Dentre os jagunços que procederam ao comando das batalhas, ao lado dos sertanejos, alguns faziam diretamente a segurança do Conselheiro. Graças ao seu conhecimento do terreno e experiência no combate, impingiram a três expedições militares a derrota fragorosa, sucumbindo apenas à quarta, onde modernos armamentos foram utilizados para dizimar o povo de Canudos.

### Banditismo
Os jagunços deram origem a outro fenômeno social importante, que foi o Cangaço. Diversas causas são apontadas para justificar sua origem, mas as econômicas, com o empobrecimento provocado por mudanças políticas e sucessivas estiagens é a principal. Homens, como Virgulino Ferreira - Lampião - e até mulheres, como Sérgia Ribeiro da Silva, a Dadá, aterrorizaram o interior dos estados nordestinos. Também em seu combate diversos jagunços foram empregados.
Com o fim do poder oligárquico dos antigos coronéis, os jagunços subsistiram na prática da chamada pistolagem - ainda frequente em estados como Pernambuco, Alagoas, São Paulo e do Norte.
Fenômeno similar ocorreu no risorgimento italiano, na figura do brigantaggio.

## Cultura e folclore
Dentre os termos também usados para denominar aos capangas, no Nordeste, usam-se os seguintes sinônimos: cabra, cabra de peia, cacundeiro, curimbaba, espoleta, guarda-costas, jagunço, mumbava, peito-largo, pistoleiro, quatro-paus, satélite e sombra.
Os jagunços estão presentes nas músicas e na literatura, sobretudo no popular cordel.